# 夜光漂流 MIDNIGHT JELLYFISH
『夜光漂流 MIDNIGHT JELLYFISH』（やこうひょうりゅう ミッドナイト ジェリーフィッシュ）は、2021年12月31日、2022年1月3日にMXテレビで放送されたテレビドラマである。

## 概要
普段であれば出会うことがない者たちが「ネット配信」をきっかけとして偶然出会い、そして複雑につながりあっていく群像劇として企画・構成されている。
対面での付き合いが減りつつある（制作時期的には当然、コロナ禍の影響もある）現代を生きる若者たちが、SNSや動画配信、モバイルオーダー等のインタラクティブなメディアを通して、実は思いも寄らない所で互いに関わり合い、そして時には誰かを助けている…というメッセージ性のもとに制作された。
なお、本作はすみだフィルムコミッション（一般社団法人 墨田区観光協会）の協力の元、東京ミズマチを中心とした墨田区内を主なロケ地として撮影されている。また、直接の撮影地ではないものの、ライトアップされた東京スカイツリーも象徴的に作品内に登場している。

## ストーリー
『第一話：櫂の大冒険』櫂の時間軸 15：00～00：00
フードデリバリーに従事する櫂は、FPSのゲーム実況配信を視聴しながら配達をこなす日々を送っていた。
ある夜、赴いた配達先のベルを押そうとしたまさにその時、櫂は小さく響く女性の悲鳴を耳にする。異常を察した櫂は、ゲーム実況配信の音声とシンクロしながら配達先の部屋へと突入する。
暗転。そして、どれくらい経ったのか？
気を失っていた櫂は、突入したその部屋で目を覚ます。断片的なフラッシュバック、床に散らばる割れた瓶、目の前には血を流しながら倒れている男。
逃げるように櫂は、部屋を飛び出すのだった。

『第二話：仮面を被った配信者・前編』洋高の時間軸 17：00～18：30
都内某所、マンションの一室。そこには、仮面（顔が描かれた紙袋）を被ってゲーム実況配信をする男と、無言でFPSをプレイする青年の姿があった。
チャンネル登録者数60万人を誇る、正体不明の人気ゲーム実況者「三分坂P」。
その実態は、実況時のトークやコメント・SNSを担当管理する三分坂Pと、FPSのゲームプレイを担当する洋高の二人から成るユニットであった。しかし二人の関係性は歪なもので、表舞台に立って豪気に振る舞う三分坂Pに対して、裏方である洋高は出たくとも表には出られない不満を日々募らせていた。
近場のカフェラウンジでゲーム動画の編集をしていた洋高は、ゲーム実況配信を観るのが好きだという夜職系女子、汀に声をかけられる。動画の撮影や編集に興味を示す汀に対し、洋高は助力を申し出る。
汀の誘いで二人は、夜の街へと繰り出していく。

『第三話：仮面を被った配信者・後編』 洋高の時間軸 19：00～21：00
汀が洋高を連れて訪れた場所は、「パパ」のプライベートバーだった。
汀の動画配信に向けて、洋高の撮影が始まる。スマートフォンのカメラに録られながら棚に並んだ酒を次々に空けていく汀は、酔いが回ったのか次第に酒を捨て、瓶を割り始める。ついには上気して上着を脱ぎ、ソファへと座り込んだ汀に、洋高は身体を重ねる。その一部始終をもスマートフォンが録り続けていたことに気づいていた汀は、抱かれながら笑みを浮かべるのだった。
一方、その頃。配信用の事務所。三分坂Pは、同じゲーム配信者である あっきーに対し、以前から打診されていたコラボ配信の件を承諾していた。配信スケジュールを本日深夜と決めた三分坂Pはグラスワインを空け、しばしの仮眠を取る。

『第四話：汀のフォロワー』汀の時間軸 18：00～22：50
夕刻。とあるビルの屋上テラス。汀の友達・みすじは、踊る一ツ木を動画撮影していた。我関せずという態度でひとり動画を見ていた汀だったが、真面目な一ツ木に感化され、プロデュースを提案する。
18時。カフェラウンジ前で同伴出勤の待ち合わせに向かった汀だったが、肝心の「パパ」は時間に現れず、完全に予定をすっぽかされてしまう。憤りながら目の前のカフェラウンジに飛び込み、「あっきーチャンネル」にストレス解消の投げ銭連打をする汀の目の前には、ゲーム動画の編集をする洋高がいた。興味を持った汀は、洋高に声をかける。
22時。目を覚ました汀は、寝ぼける洋高からチャンネル名「三分坂P」の名前を聞き出した。そして、スマートフォンを操作してどこかへとメールを送信。その後叩き起こされた洋高は残っていた仕事を思い出し、その場で作業を再開する。
23時前。仮眠から目を覚ました三分坂Pのスマートフォンに、一通のメールが届く。添付されていた動画に映っていたのは、バーで楽しそうに酒をあおる汀の姿だった。

『第五話：夜は朝が思いも寄らないことを知っている』 櫂・洋高・汀の時間軸 22：50～23：10
三分坂Pは、スマートフォンに届いた汀の動画を見続けていた。その場所が、自身のプライベートバーであることに気づく。やがて画角に入ってくるひとりの青年。その人物が洋高だと知るや、三分坂Pは深いため息をつきながら事務所を飛び出した。
一方、バーでの動画編集を続ける洋高の隣で、汀は空腹を訴える。フードデリバリーをオーダーし終えたその直後、スマートフォンに「パパ」からの連絡が入った。ここに向かっているらしい。
バーを飛び出した洋高が事務所に急ぎ戻ると、ゲーミングモニターの中では既にあっきーとのコラボ配信が始まっていた。三分坂Pは不在で、連絡もつかない。意を決した洋高は仮面を被り、自身が三分坂Pとしてコラボ配信に望む。普段よりトークが控えめなことをあっきーに指摘された洋高は、過去の配信動画を見返し、三分坂Pとしての表の役割を演じ始める。
その頃、三分坂Pは所有するプライベートバーに到着していた。汀の数々の暴挙に、怒りを露わにする三分坂P。汀は、予定をすっぽかされた腹いせに洋高を誘い、当てつけで動画を送りつけたことを告げる。酒瓶を割りながら、渚を恫喝する三分坂P。汀の小さな悲鳴が、部屋に響く。

『最終話：夜光漂流』 時間軸 23：30～00：30
デリバリーのオーダーを受けて櫂は、とあるマンションの前に到着していた。推しのゲーム実況コラボ配信を聴きつつ、FPSの動きを真似ながら階段を慎重に上っていく。赴いた配達先のベルを押そうとしたまさにその時、櫂は小さく響く女性の悲鳴を耳にする。異常を察した櫂は、配信の音声とシンクロしながら配達先の部屋へ、さらにその奥へと突入していく。
そこは小さなプライベートバーで、大声で言い争い掴み合う男女の姿があった。頼んでもいないフードデリバリーが部屋に入ってきたことに憤慨し、恫喝する男。女を助けるため、ゲーム配信の会話に導かれるように櫂は男に掴み掛かり、揉み合いとなる。しかしコアントローの瓶で殴られ、櫂は気を失ってしまう。
配達員を黙らせて油断した三分坂Pの顎を、今度は汀が瓶で殴りつける。仰向けにソファに倒れ込む三分坂Pを見て、汀はバーを後にする。
どれくらい経ったのか？気を失っていた櫂は、突入したその部屋で目を覚ます。目の前には血を流しながら倒れている男。逃げるように櫂は、部屋を飛び出した。
程なく、痛みに目を覚ます三分坂P。殴られた傷を確かめると、血のように思われたそれは、赤いリキュールだった。
とある公園に、櫂の姿はあった。傷を手当てしながらスマートフォンを取り出し、再び推しのゲーム実況コラボ配信を開く。櫂は先刻の失敗を嘆き、縋る思いで「三分坂P」のコメント欄にそのことを書き込む。コメントを拾い上げた洋高は「34,000人の味方（視聴者）がここにいます」と、励ましの言葉を送った。櫂は顔をあげ、再び次のデリバリーへと向かっていく。
洋高のスマートフォンに通知が入る。一ツ木が踊る、汀の初のライブ配信だった。その後ろで、櫂のフードデリバリーをみすじが受け取る。洋高の視聴に気づいた汀は、洋高を自分たちが居る屋上テラスへと誘う。弾かれるように洋高は事務所を飛び出し、汀の元へと夜の街を走るのだった。

## キャスト
櫂（かい）
演 - 朝日奈寛
本作における主要人物のひとり。シングルルームタイプのシェアハウスに住んでおり、墨田区・東京ミズマチ界隈を拠点としたフードデリバリーに従事している。趣味はゲーム実況配信の視聴で、仕事の配達中・休憩中を問わず常に聴いている。特に推している配信者は「三分坂P」と「あっきー」。コメント欄に書き込む際のハンドルネームは「自転車操業」を用いる。FPSを好む傾向との関連が示唆されるが、自室内にはエアソフトガンも数丁保有している。
ある夜、配達先でトラブルに巻き込まれてしまう。
汀（なぎさ）
演 - 野々宮ミカ
本作における主要人物のひとり。夜職（おそらくはキャバクラなど）に就いている女子。援助交際、いわゆる「パパ活」も行っているが、すぐに怒鳴り散らし連絡を無視する「パパ」の振る舞いには不満がある模様。ゲーム実況配信などの動画視聴が趣味で「あっきーチャンネル」をよく視聴し、大量の投げ銭もしている。
一ツ木に感化された事で自身も動画配信を行う側になることに興味を持ち、カフェラウンジで偶然出会った洋高と深く関わっていくこととなる。
洋高（ひろたか）
演 - 栗原充弥
本作における主要人物のひとり。仮面を被った正体不明の人気ゲーム実況者「三分坂P」の裏方として、FPS（劇中ではレインボーシックスシージ）のプレイ部分や動画編集を担当している。「裏方さん」として公に認識されている訳ではなく、言わばゴーストライターのようなポジションである。
元々は自分自身のアカウントを運営していたが、登録者数が伸び悩んでいた。「三分坂P」に裏方として拾われてからは影の立役者となるが、表舞台に立てないことへの不満を募らせる日々でもあった。現在はこちらが本業であるが、それ以前は派遣社員に就いていたことが会話から判明している。
汀との出会いによって、運命が大きく変わっていくこととなる。
三分坂P（さんぶんざかピー）
演 - 鉄塔
チャンネル登録者数60万人を誇る、正体不明の人気ゲーム実況者「三分坂P」の表舞台に立つ人物。実況時のトークやコメント・SNSを担当管理している。元々はレトロゲームが得意なようであるが、FPSに長ける洋高を影のプレイ担当に迎えてからは、そちらのコンテンツが好評を博している模様。
表向きには社交性があり弁も立つ好人物を演じているが、裏の顔はDV気質であり（特に見下した人間に対して）粗暴な一面を時折垣間見せる。アカウントの収益もほぼ全て「三分坂P」が握り、洋高には謝礼程度の分け前にてこき使っている様子が窺える。
事務所とは別に、プライベートバーを所有している。汀の「パパ」でもある。
一ツ木（ひとつぎ）
演 - 武田莉奈
汀の友達のひとり。屋上テラスにて、汀、みすじと共に時を過ごしている。他の二人よりは真面目な気質で、現在は踊ること、そしてその動画を編集・配信して多くの人に観てもらうことを望んでいる。
フードデリバリーをオーダー、偶然配達に来た櫂を「イケメン」と呼ぶ。
みすじ
演 - あおい咲
汀の友達のひとり。屋上テラスにて、汀、一ツ木と共に時を過ごしている。汀と同じく夜職系で、パパ活もしていることが会話から窺える。一ツ木のプロデューサーを自称しているが、ダンスよりは歌の方が得意分野。なお、一ツ木の活動を何かとエロい方向に振ろうとしてくる。
櫂の再度の配達に応対、デリバリー品を受け取っている。
あっきー
演 - 中谷貴章
ゲーム実況配信者。ゲーム実況の他、「あっきーの雑談配信」などのコンテンツを運営している。有名な配信者「三分坂P」のことは一目置いているようで、以前からコラボ配信を打診していた模様。櫂や汀が、日々視聴している配信者でもある。
なお、本編中は一貫して配信者としての声のみでの出演である。

## 楽曲
- オープニング曲：BRADIO「瞬き羽ばたき、故に繋がり」[3]
- エンディング曲：Haruka Hummingbird 「夜光」[4]
- 挿入歌：ダウト「REBIRTH DAY TO U」[5]

## スタッフ
- 脚本・演出・監督 - 大石渉
- 撮影 - 小島真也、種市伸昭
- 撮影アシスタント - 香川永地
- 照明 - 香川和代
- 音声 - 山田千乃
- コンポーサー - 砂本典子
- VFX - 高波千恵子、渡邉裕子
- MA - 村井宏
- ヘアメイク - 大岩のりこ
- 美術 - 後藤里奈
- マスク製作 - 岡脇まり耶、鮫島貴子
- 撮影協力 - すみだフィルムコミッション、WISE OWL HOSTELS RIVER TOKYO、ミルダム、ユービーアイソフト、マウスコンピューター、ホテルウィング浅草駒形、EKA、WASH&FOLD 東京ミズマチ店、UBI
- 協力 - Pococha
- 音楽協力 - 水沢健太郎
- アクション監修 - 内田考俊
- アクションパート協力 - 浅野司、池田智哉、朋香、福原大策
- 制作 - 朝日奈由莉、咲綾、成瀬真凛、美兎、越間陽貴
- 制作主任 - 阿部渚
- 演出補 - 内田考俊、磯部優花、杉本新太郎、松村奈々未
- プロデューサー補 - 斉藤敏弘、藤原琳子
- プロデュース - 高木征太郎
- 制作協力 - MPS
- 制作 - 東京コンテンツラボ
- 製作著作 -「夜光漂流」製作委員会

## ロケ地
前述の通り、本作は東京ミズマチを中心とした墨田区内を主なロケ地として撮影されている。
WISE OWL HOSTELS RIVER TOKYO：１階のカフェラウンジ「ふくろう360°」が、各話オープニングのワンカット映像に使用されている。第一話後半で櫂がデリバリーフードを受け取ったり、第二話で洋高と汀が出会った場所でもある。店舗前の北十間川沿い通りは、櫂がデリバリーの合間に休憩する場所としても撮影に使われている。
WASH&FOLD 東京ミズマチ店：第一話中盤、櫂と汀が利用するコインランドリーとして使用されている。
隅田公園 そよ風ひろば：第五話にて洋高がひと息つく場面や、最終話にて櫂が洋高の配信を観る場所として使用されている。また、第一話と最終話のオープニング冒頭ではそれぞれ５秒間、夜景の映像が使用されている。
すみだリバーウォーク：最終話のラストシーンで、汀の元へと向かう洋高が走る遊歩道。浅草側から、東京スカイツリー方面に走っている。なお、ドラマ内における時間帯は0:30頃であるが、すみだリバーウォークの実際の開門時間は7:00〜22:00である。
Wine&Dining EKA：第一話の前半、櫂がデリバリー品を受け取るお店。
ホテルウィングインターナショナルセレクト浅草駒形：第一話の前半、櫂が女性客にデリバリー品を届ける場所はこのホテルの屋上施設「浅草テラス」。また、第一話の中盤で櫂が男性客にデリバリー品を届ける場面では、エレベーター内や６階フロア、605号室が撮影に使用されている。
Art Space MONNAKA：汀たちが寛いだり、動画撮影配信を行う屋上テラスの撮影地。屋内のキッチンやダイニングは、「三分坂P」の事務所内の設備としても撮影に使われている。墨田区内を主なロケ地としている本作であるが、この施設があるのは江東区門前仲町であるため、実際には東京ミズマチから直線で4kmほどの距離がある。

## エピソード・裏話
- オープニングのワンカット映像は、本番１発OKだった。（念のため再度撮り直したが、それもOK）[6]
- 三分坂Pが汀の動画を観るシーンは台本に台詞が無く、殆どアドリブ。バーで揉めるシーンも含めて演技に納得がいかず「恥ずかしい」とのこと。[7][8]
- 三分坂P役の鉄塔と櫂役の朝日奈寛は、同じ大学で同じく和太鼓チームに所属していた。年齢差により所属時期が異なるものの、先輩後輩の関係にあたる。クランクアップ後に判明した。[8]
- 作中内のゲーム配信映像は、2021年9月20日に公開収録されている。[9]
- あっきーを演じた中谷貴章は、本編中は声のみの出演であるが、オープニング映像内にて後方でパフォーマンスをするDJとして本人も出演している。[10]
- 本作は元々、バラバラに書かれていた３本の脚本を１本の群像劇にまとめたものである。[11]

## 放送日程
| 放送日         | 放送時間     | 各話   | サブタイトル                                                                |
| -------------- | ------------ | ------ | --------------------------------------------------------------------------- |
| 2021年12月31日 | 27:45～28:00 | 第一話 | 「櫂の大冒険」櫂の時間軸 15:00～00:00                                       |
| 2021年12月31日 | 28:00〜28:15 | 第二話 | 「仮面を被った配信者・前編」洋高の時間軸 17:00～18:30                       |
| 2021年12月31日 | 28:15〜28:30 | 第三話 | 「仮面を被った配信者・後編」洋高の時間軸 19:00～21:00                       |
| 2021年12月31日 | 28:30〜28:45 | 第四話 | 「汀のフォロワー」汀の時間軸 18:00～22:50                                   |
| 2021年12月31日 | 28:45〜29:00 | 第五話 | 「夜は朝が思いも寄らないことを知っている」櫂・洋高・汀の時間軸 22:50～23:10 |
| 2022年1月3日   | 28:30〜28:45 | 最終話 | 「夜光漂流」時間軸 23:30～00:30                                             |

## ネット配信
各日放送終了後、エムキャスにて限定７日間配信された。
また、2024年4月頃よりインターネットカフェ専門配信サービス「バズリバTV」で、同年6月頃よりU-NEXTにて、同年10月頃からはAmazon Prime VideoとApple TV+でも配信され、視聴可能となっている。